# Arayó
Arayó, ogranak Tremembé Indijanaca koji su u 2. polovoci 18. stoljeća živjeli u brazilskoj državi Maranhão na području današnje općine Araioses, koja je po njima dobila ime. Na području gdje se nalazilo njihovo selo, na ušću rijeke rio Magu, kasnije je nastao gard Araioses .